# Friedrich Mahling

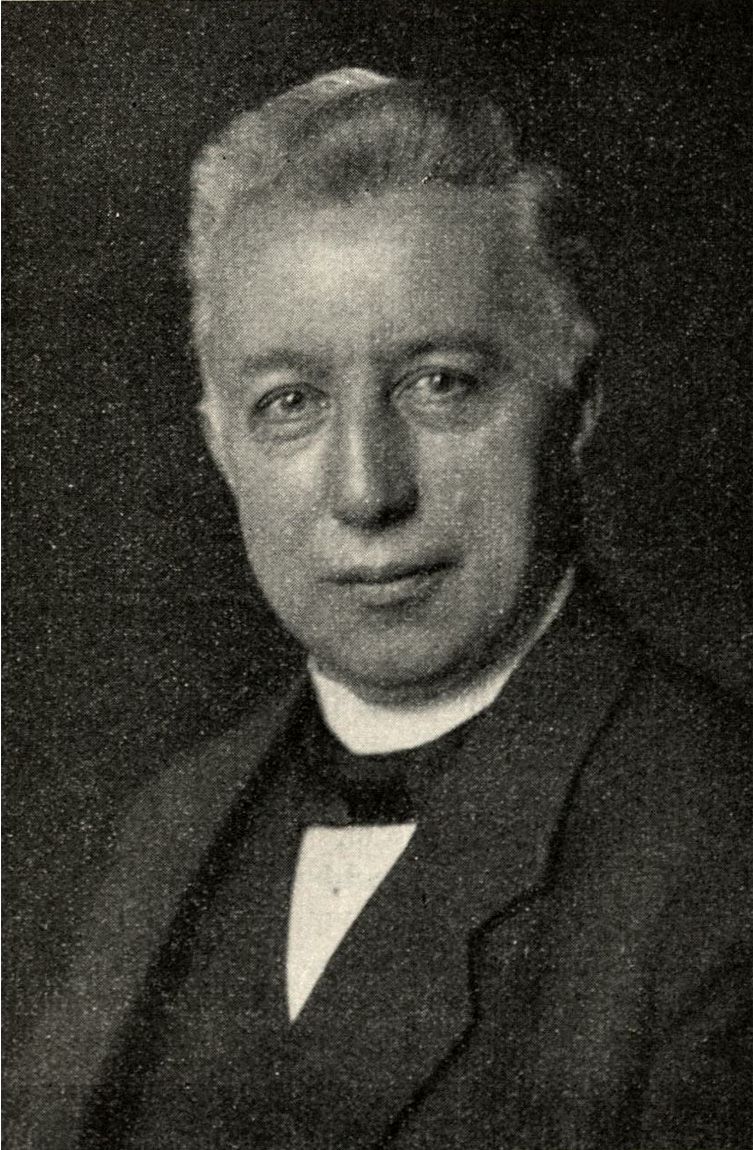
Friedrich Mahling

Friedrich August Mahling (* 14. Februar 1865 in Frankfurt am Main; † 18. Mai 1933 in Berlin) war ein deutscher Theologe.

## Leben
Mahling besuchte das Städtische Gymnasium seiner Vaterstadt. Er studierte in Leipzig, Greifswald und Marburg. Während des Studiums trat er den Wingolfsverbindungen in Leipzig, Greifswald und Marburg bei, später auch dem Berliner Wingolf. Nach Studium und Promotion zum Doktor der Theologie wirkte er ab 1892 als Leiter der Hamburger Stadtmission und ab 1904 als Pfarrer an der Lutherkirche in Frankfurt am Main. 1909 wurde er als Ordinarius auf den Lehrstuhl für praktische Theologie an der Universität Berlin berufen, den er 24 Jahre lang innehatte, bis er im März 1933 emeritiert wurde. Zeitweise übte er die Funktion des Dekans der Theologischen Fakultät aus.
Seit 1909 auch Mitglied des „Centralausschusses der Inneren Mission“ betätigte er sich führend auf dem Gebiet der Alkoholbekämpfung, der Straffälligenfürsorge und der Sexualethik. Seine letzte Ruhestätte fand er auf dem Südwestkirchhof Stahnsdorf.

## Familie
Friedrich Mahling heiratete am 3. November 1892 in Hamburg die Pastorentochter Emilie Wilhelmine Ida Amalie Palmer (* 11. Dezember 1872 in Geinsheim in Hessen). Aus dieser Ehe stammten
- Marie Magdalena Elisabeth (* 1. September 1893 in Hamburg; † 30. Oktober 1981 Berlin-Schöneberg)[2];
- Walther Friedrich Otto (* 28. September 1895 in Hamburg; † 4. September 1896 in Hamburg)[3]
- Johanna Margarethe Hildegard Mahling (* 16. August 1895 in Hamburg; † 26. Mai 1982 in Öschelbronn)[4], Ärztin und Anthroposophin, seit 1926 in Berlin, während des Krieges vorübergehend in Süddeutschland, tätig[5].
- Theodor Eberhard Friedrich Mahling (* 2. August 1899 in Hamburg[6]; † 1945), Musikwissenschaftler[7] und Anthroposoph.  Dr. Friedrich Mahling war 1934 Professor an der Berliner Hochschule für Musik[8] und Leiter des Presse- und Kulturamtes der Reichsmusikkammer. Er verlor dieses Amt im Juni 1935 wegen „Kulturpolitischer Unzuverlässigkeit“, lehrte aber weiter an der Hochschule für Musik in Berlin, wo Reichserziehungsminister Rust ihm den außerordentlichen  Professorentitel  zuerkannt  hatte[9]. Er war Mitglied der Anthroposophischen Gesellschaft[10]. Nach Peter Staudenmaier[11] war Mahling seit 1932 in der nationalsozialistischen Kulturpolitik aktiv gewesen und der NSDAP 1933 beigetreten. Nach seiner Entlassung protestierte Mahling bei Goebbels und erklärte seine Übereinstimmung mit den Zielen und Idealen des 3. Reiches. Im Mai 1936 wurde er durch die Parteibehörden „entlastet“ und wurde einen Monat später zum Professor für Musik an der Hochschule für Musik in Berlin ernannt. Er blieb Parteimitglied (so jedenfalls noch im Februar 1943) und erhielt weiterhin glänzende Beurteilungen von seinen Vorgesetzten. Er veröffentlichte u. a. Ideal und Wirklichkeit. Warum treiben wir Musikgeschichte?, Konrad Triltsch, Würzburg 1940[12].

## Schriften
- Beiträge zur Geschichte der Entwicklung der Inneren Mission mit besonderer Beziehung auf Hamburg. Festschrift zur 50jährigen Jubiläumsfeier des Hamburger Vereins für Innere Mission. Gräfe in Kommission, Hamburg 1898, (online).
- als Herausgeber: Johann Hinrich Wichern: Gesammelte Schriften. Band 3: Prinzipielles zur Inneren Mission. Die wichtigsten Aufsätze, Vorträge und Abhandlungen über Fragen und Aufgaben der Inneren Mission. Agentur des Rauhen Hauses, Hamburg 1902, (Digitalisat).
- Probleme der modernen Frauenfrage. Agentur des Rauhen Hauses, Hamburg 1907, (Digitalisat).
- Johann Hinrich Wichern, der Mann der Kirche und der Mann des Volkes. Festrede. In: Die Wichern-Feiern. Agentur des Rauhen Hauses, Hamburg 1908, S. 10–30, (online).
- Lebensverneinung und Lebensbejahung in moderner Auffassung und neutestamentlicher Beleuchtung (= Biblische Zeit- und Streitfragen. Ser. 8, H. 2/3, ZDB-ID 845774-8). Runge, Berlin-Lichterfelde 1912.
- Die Psyche der Jugendlichen und das religiöse Moment in der Jugendpflege (= Die Entwicklungsjahre. 7, ZDB-ID 539189-1). Eger, Leipzig 1913.
- Lohn und Strafe in ihrem Verhältnis zu Religion und Sittlichkeit nach neutestamentlicher Anschauung (= Biblische Zeit- und Streitfragen. Ser. 9, H. 2/3). Runge, Berlin-Lichterfelde 1913.
- Die Gedankenwelt der Gebildeten. Problem und Aufgaben. Agentur des Rauhen Hauses, Hamburg 1914.
- Religiöse und nationale Wiedergeburt. Agentur des Rauhen Hauses, Hamburg 1915, (Digitalisat).
- Der gegenwärtige Stand der Sittlichkeitsfrage. In: Vierteljahrsschrift für Innere Mission. Band 36, Nr. 1, 1916, (Auch als Sonderabdruck. Bertelsmann, Gütersloh 1916).
- Soziale Gesichtspunkte im Religionsunterricht und in der religiösen Unterweisung. Zugleich eine Einführung in die soziale Gedankenwelt des Neuen und Alten Testaments (= Friedrich Mann's pädagogisches Magazin. 933, ZDB-ID 505477-1 = Abhandlungen zur Pflege evangelischer Erziehung und Unterrichtslehre. 4). Beyer, Langensalza 1923.
- Die sittlichen Voraussetzungen der Wohlfahrtspflege (= Die Wohlfahrtspflege in Einzeldarstellungen. 1, ZDB-ID 638032-3). Heymann, Berlin 1925.
- als Herausgeber mit August Nebe und Carl Mirbt: Zum Gedächtnis von August Hermann Franckes. Zu seinem zweihundertjährigen Todestage am 8. Juni 1927. Buchhandlung des Waisenhauses, Halle 1927, (Digitalisat).
- Die evangelische Weltanschauung und der Alkoholismus (= Die Alkoholfrage in der Religion. 3, 2, ZDB-ID 537888-6). Neuland-Verlag, Berlin 1928.
- Kurze homiletische Einführungen zu den Altkirchlichen Episteln der Eisenacher Perikopenreihen (= Homiletische Hilfsbüchlein. 2, ZDB-ID 539061-8). Brönner, Frankfurt am Main 1929.
- Der Wille zur Volkskirche. In: Wilhelm Koepp (Hrsg.): Reinhold-Seeberg-Festschrift. Band 2: Zur Praxis des Christentums. A. Deichert, Leipzig 1929, S. 75–104.
- Kurze homiletische Einführungen zu den altkirchlichen Evangelien (= Homiletische Hilfsbüchlein. 8). Brönner, Frankfurt am Main 1931.
- Die Innere Mission. 2 Bände. Bertelsmann, Gütersloh 1935–1937.